# Halowe Mistrzostwa Europy w Lekkoatletyce 1972 – sztafeta 4 × 2 okrążenia mężczyzn
Sztafeta 4 × 2 okrążenia mężczyzn – jedna z konkurencji biegowych rozgrywanych podczas halowych lekkoatletycznych mistrzostw Europy w hali Palais des Sports w Grenoble. Rozegrano od razu bieg finałowy 11 marca 1972. Długość jednego okrążenia wynosiła 180 metrów. Zwyciężyła reprezentacja Polski, która tym samym obroniła tytuł zdobyty na poprzednich mistrzostwach.

## Rezultaty

### Finał
Rozegrano od razu bieg finałowy, w którym wzięły udział 3 sztafety.

Opracowano na podstawie materiału źródłowego.
| Miejsce | Reprezentacja | Zawodnicy                                                       | Czas   |
| ------- | ------------- | --------------------------------------------------------------- | ------ |
| 1       | Polska        | Jan Werner, Waldemar Korycki, Jan Balachowski, Andrzej Badeński | 2:46,4 |
| 2       | RFN           | Peter Bernreuther, Rolf Krüsmann, Georg Nückles, Ulrich Reich   | 2:46,9 |
| 3       | Francja       | Patrick Salvador, André Paoli, Michel Dach, Gilles Bertould     | 2:50,2 |